# Prima Repubblica francese
Quello denominato Prima Repubblica, ufficialmente République française ("Repubblica francese"), è stato il regime politico repubblicano presente in Francia, tra il settembre del 1792 e il maggio del 1804.
Creata a seguito della Rivoluzione francese, la repubblica anticipò nel continente una nuova modalità nell'esercizio del potere politico, basata sulla sovranità popolare, che si sarebbe in seguito imposta in tutta Europa. Cessò di esistere il 18 maggio 1804, quando Napoleone Bonaparte venne incoronato Imperatore dei francesi.

## Storia

### Contesto
Dopo la mancata fuga del re Luigi XVI nel giugno del 1791, dal 4 settembre il regno, scosso dal 1789 dopo gli Stati Generali e la presa della Bastiglia, aveva assunto la forma di una monarchia costituzionale nuova seguendo la già approvata Costituzione francese del 1791 che aveva soppresso la monarchia assoluta. Il 10 agosto 1792 si era avuta la presa del Palazzo delle Tuileries, evento chiave assieme ai massacri di settembre, a cui seguì l'istituzione del Tribunale rivoluzionario e alla trasformazione già avvenuta dell'Assemblea Nazionale Costituente rappresentante il Terzo Stato in Assemblea nazionale legislativa, seguì la trasformazione di quest'ultima in Convenzione nazionale. Il re fu arrestato e in seguito messo in stato d'accusa.

### La votazione del 21 settembre 1792
Il 21 settembre del 1792 i deputati della Convenzione, nella sua prima seduta, votarono all'unanimità l'abolizione in Francia della monarchia. Il nuovo regime non venne mai proclamato ufficialmente, ma dal 25 settembre 1792 la Repubblica è definita come "una e indivisibile".
La proposta, chiesta da tempo dai giornali radicali come L'Ami du peuple di Jean-Paul Marat già dopo la tentata fuga a Varennes (1791), era stata avanzata dal deputato di Parigi, Collot d'Herbois senza incontrare alcuna opposizione. Al tentativo di raccomandare una discussione almeno formale da parte di Claude Basire, deputato del dipartimento della Côte-d'Or, il vescovo costituzionale di Blois, l'abate Henri Grégoire rispose che non c'era alcun bisogno di discutere, dal momento che tutti erano d'accordo e Jean-François Ducos, deputato del dipartimento della Gironda aveva ribadito che dopo il 10 agosto qualsiasi discussione sarebbe stata inutile.
La Convenzione decise inoltre anche di datare i propri documenti non più nell'anno IV della Libertà, ma nell'anno I della Repubblica, sancendo in tal modo la forma repubblicana dello Stato. L'anno dopo entrò in vigore il calendario repubblicano che indicava l'anno I come iniziante il 22 settembre 1792. Nel 1793 furono creati il Comitato di Sicurezza generale e il Comitato di Salute Pubblica.

### Condanna a morte di Luigi XVI
Il 21 gennaio 1793 Luigi XVI, messo sotto processo dalla fine del 1792 dalla Convenzione, venne ghigliottinato in piazza della Rivoluzione, attuale Place de la Concorde. Dopo la sua esecuzione, il figlio Luigi XVII di Francia venne indicato dai monarchici e dagli altri Stati europei, come il nuovo re di Francia. Dalla morte del giovane pretendente incarcerato (1795), i monarchici riconobbero come re Luigi XVIII. 
A parte gli Stati dipendenti, nel periodo 1792-1796 solo la Svizzera (in orbita francese dal 1798 e trasformata in Repubblica Elvetica) e gli Stati Uniti d'America  riconoscevano ufficialmente come legittima la Repubblica francese.

## Governi
Il regime repubblicano deve affrontare lo stato di guerra permanente che oppone la Francia, tra il 1792 e il 1802, a quasi tutti gli altri Stati europei (guerre rivoluzionarie francesi), nonché pacificare i conflitti interni, in particolare la sanguinosa guerra di Vandea (1793-1796) per opera dell'Esercito cattolico e reale e dai guerriglieri chouan.
Possiamo distinguere tre forme di governo differenti all'interno del periodo della Prima Repubblica:
1. La Convenzione nazionale[7], in carica dal 21 settembre 1792 al 26 ottobre 1795. Essa fu eletta per redigere una nuova carta costituzionale in sostituzione della costituzione che aveva sancito la monarchia costituzionale e sostituì la precedente Assemblea nazionale legislativa. Il 24 giugno 1793 viene approvata la Costituzione dell'anno I, di stampo democratico, che però non entrò mai in vigore, perché il decreto del 5 ottobre del 1793 stabilì che il governo sarebbe stato "rivoluzionario fino alla pace". In questi anni si consuma il periodo del Regime del Terrore giacobino (1793-1794), durante il quale tutti i poteri vengono concentrati nelle mani del Comitato di salute pubblica, creato nell'aprile del 1793, diretto dai montagnardi, tra i cui membri emerse prima Georges Jacques Danton e poi Maximilien de Robespierre, fino alla sua caduta il 9 termidoro (27 luglio) del 1794, in seguito Paul Barras e altri durante il periodo detto della Convenzione termidoriana (28 luglio 1794-26 ottobre 1795);
2. Il periodo del Direttorio[8], compreso tra il 26 ottobre 1795 e il 9 novembre 1799. In base alla Costituzione dell'anno III, approvata il 5 fruttidoro (22 agosto) del 1795 il governo venne retto dal Direttorio, in questa fase il potere è detenuto dall'ala moderata del movimento rivoluzionario; il suo uomo chiave fu Paul Barras, e negli ultimi mesi Emmanuel Joseph Sieyès, già importante leader dell'Assemblea Nazionale nel 1789;
3. Il Consolato[9], istituito il 10 novembre 1799 dopo il colpo di Stato del 18 brumaio da parte di Napoleone Bonaparte. Il regime, definito dalla Costituzione dell'anno VIII, sostituisce al Direttorio il Consolato, diretto da tre "consoli", con Napoleone "primo console" e quindi, dal 1802, console a vita. Il regime del Consolato e la Prima Repubblica terminarono con la proclamazione del Primo Impero il 28 fiorile (18 maggio) del 1804.